# Bismarck (thiết giáp hạm Đức)
Bismarck là một thiết giáp hạm của Hải quân Đức, là chiếc dẫn đầu trong lớp cùng tên, được đặt theo tên vị Thủ tướng nổi tiếng trong thế kỷ 19: Otto von Bismarck, người có công lớn trong việc thống nhất nước Đức vào năm 1871. Nó được đặt lườn tại xưởng đóng tàu Blohm & Voss ở Hamburg vào tháng 7 năm 1936 và được hạ thủy hai năm rưỡi sau đó, vào tháng 2 năm 1939. Công việc chế tạo hoàn tất vào tháng 8 năm 1940. Bismarck cùng với con tàu chị em Tirpitz là những tàu chiến lớn nhất từng được Đức chế tạo và là hai trong số những tàu chiến lớn nhất được chế tạo bởi các thế lực hải quân châu Âu.
Trong quá trình phục vụ vỏn vẹn chỉ có tám tháng và dưới quyền chỉ huy duy nhất của Đại tá Hải quân Ernst Lindemann, Bismarck chỉ tham gia một chiến dịch duy nhất vào tháng 5 năm 1941 dưới tên mã Chiến dịch Rheinübung. Nó đã cùng chiếc tàu tuần dương hạng nặng Prinz Eugen rời Gotenhafen (Gdynia) sáng ngày 19 tháng 5 năm 1941 đột phá ra Đại Tây Dương với mục đích đánh chặn và tiêu diệt các đoàn tàu vận tải đang trên đường từ Bắc Mỹ đến Anh Quốc. Tuy nhiên, cả hai nhiều lần bị phát hiện ngoài khơi Scandinavia, và các đơn vị của Hải quân Hoàng gia Anh được bố trí để chặn đường. Trong trận chiến eo biển Đan Mạch, Bismarck đã đụng độ và tiêu diệt chiếc tàu chiến-tuần dương Anh Hood (51), niềm kiêu hãnh của Hải quân Hoàng gia, và buộc thiết giáp hạm Prince of Wales (53) phải rút lui. Bản thân Bismarck bị bắn trúng ba lần, và bị rò rỉ nhiên liệu từ một thùng chứa bị vỡ.
Việc Hood bị đánh chìm đã dấy nên một cuộc săn đuổi không mệt mỏi của cả tá tàu chiến thuộc Hải quân Hoàng gia. Hai ngày sau, trong khi đang hướng đến vùng biển tương đối an toàn thuộc khu vực chiếm đóng Pháp, Bismarck bị những máy bay ném ngư lôi Swordfish xuất phát từ tàu sân bay Ark Royal (91) tấn công, một quả ngư lôi đánh trúng làm cho bánh lái của nó không còn điều khiển được. Sáng hôm sau, Bismarck bị một đôi thiết giáp hạm Anh tiêu diệt.
Nguyên nhân làm Bismarck chìm vẫn còn là một đề tài tranh luận: một số người thuộc Hải quân Hoàng gia cho rằng ngư lôi từ tàu tuần dương Anh Dorsetshire đã kết liễu nó, trong khi những người Đức sống sót cho rằng họ đã tự đánh đắm con tàu. Vào tháng 6 năm 1989, Robert Ballard phát hiện ra vị trí của xác tàu Bismarck. Nhiều cuộc thám hiểm khác đã khảo sát xác chiếc tàu đắm nhằm ghi nhận tình trạng của con tàu và để xác định nguyên nhân làm chìm tàu.

## Thiết kế và chế tạo
Bismarck được đặt hàng dưới cái tên tạm thời Ersatz Hannover, một sự thay thế cho chiếc thiết giáp hạm tiền-dreadnought Hannover, theo hợp đồng "F". Hợp đồng chế tạo được trao cho xưởng đóng tàu Blohm & Voss ở Hamburg, nơi lườn tàu được đặt vào ngày 1 tháng 7 năm 1936. Con tàu được hạ thủy vào ngày 14 tháng 2 năm 1939, trong một buổi lễ mà người đỡ đầu cho con tàu là cháu của Thủ tướng Otto von Bismarck, người mà tên được đặt cho chiếc tàu chiến mới. Công việc hoàn tất nó được tiếp tục, vào lúc mà mũi tàu đứng nguyên thủy được thay thế bằng kiểu "mũi Đại Tây Dương" dạng nghiêng tương tự như từng được trang bị cho lớp thiết giáp hạm Scharnhorst. Bismarck được đưa ra hoạt động cùng hạm đội vào ngày 24 tháng 8 năm 1940 để chạy thử máy vốn được tiến hành tại khu vực biển Baltic. Đại tá Hải quân (Kapitän zur See) Ernst Lindemann nắm quyền chỉ huy con tàu vào lúc mà nó được đưa vào hoạt động.

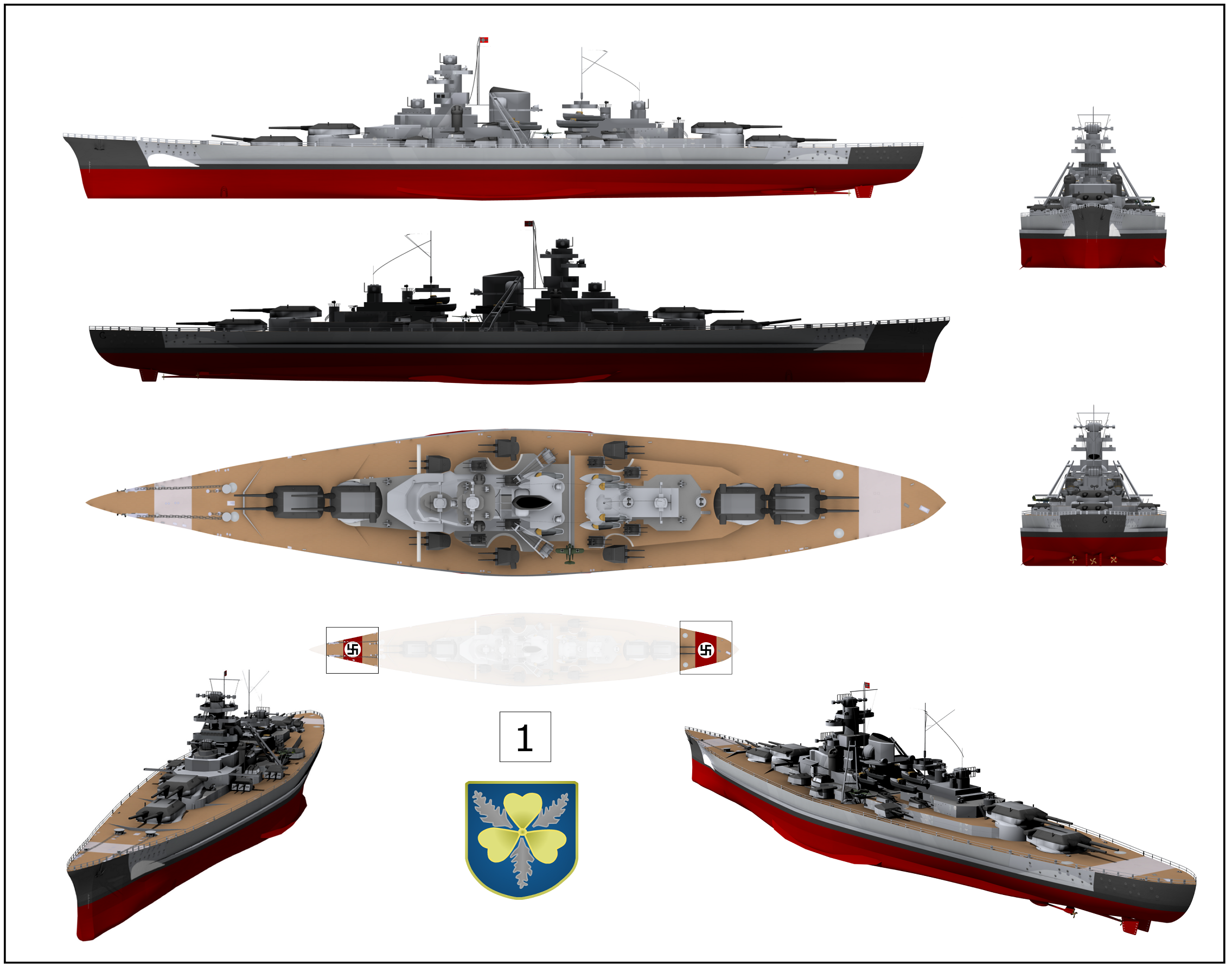
Hình chiếu 3 chiều của Bismarck, như vào lúc nó tham gia Chiến dịch Rheinübung

Bismarck có trọng lượng choán nước tiêu chuẩn 41.700 t (41.000 tấn Anh) vào lúc chế tạo, và lên đến 50.300 t (49.500 tấn Anh) khi chất đầy tải, có chiều dài chung 251 m (823 ft 6 in), mạn thuyền rộng 36 m (118 ft 1 in) và tầm nước tối đa 9,9 m (32 ft 6 in). Nó là chiếc thiết giáp hạm lớn nhất của Đức, và có tải trọng lớn hơn mọi tàu chiến châu Âu ngoại trừ HMS Vanguard. Bismarck được vận hành bởi ba turbine hơi nước Blohm & Voss và 12 nồi hơi ống nước siêu nhiệt Wagner đốt dầu, tạo ra một công suất tổng cộng 150.170 mã lực càng (111.980 kW), cho phép nó có tốc độ tối đa 30,01 hải lý trên giờ (55,58 km/h; 34,53 mph) khi chạy thử máy. Nó có tầm xa hoạt động 8.870 hải lý (16.430 km; 10.210 mi) khi di chuyển ở tốc độ đường trường 19 kn (35 km/h; 22 mph). Bismarck được trang bị ba bộ radar dò tìm FuMO 23 bố trí cạnh các máy đo tầm xa trước và sau và trên cột ăn-ten chính.
Thủy thủ đoàn tiêu chuẩn của nó bao gồm 103 sĩ quan và 1.962 thủy thủ, được chia thành 12 đội với quân số từ 180 đến 220 người mỗi đội. Sáu đội đầu tiên được phân về các dàn vũ khí của con tàu: từ đội 1 đến đội 4 dành cho dàn pháo chính và pháo hạng hai, trong khi đội 5 và đội 6 vận hành hỏa lực phòng không. Đội 7 bao gồm những người chuyên môn trong đó có đầu bếp và thợ mộc; đội 8 gồm những người vận chuyển đạn dược. Các nhân viên vô tuyến, tín hiệu và hoa tiêu được phân về đội 9. Ba đội cuối cùng là những nhân sự thuộc các phòng động cơ. Khi Bismarck rời cảng trong chiến dịch cuối cùng, những nhân sự khác bao gồm ban tham mưu hải đội, thủy thủ để chiếm tàu đối phương và phóng viên chiến trường đã làm tăng tổng số người có mặt trên tàu lên trên 2.200 người. Thủy thủ đoàn có xuất bản tờ báo của riêng họ mang tựa Die Schiffsglocke (Chuông tàu).
Bismarck được trang bị tám khẩu pháo 38 cm (15 in) SK C/34 bố trí trên bốn tháp pháo nòng đôi: hai tháp pháo bắn thượng tầng phía trước được đặt tên là "Anton" và "Bruno", trong khi hai tháp pháo phía đuôi là "Caesar" và "Dora". Dàn pháo hạng hai bao gồm 12 khẩu pháo SK 15 cm (5,9 in) L/55, 16 khẩu 10,5 cm (4,1 in) L/65 phòng không, 16 khẩu 3,7 cm (1,5 in) L/83 và 12 khẩu 2 cm (0,79 in) phòng không. Đai giáp chính của con tàu dày 320 mm (13 in) và được bao phủ bởi lớp sàn trên và lớp sàn chính bọc thép dày 50 mm (2,0 in) và 100–120 mm (3,9–4,7 in) tương ứng. Các tháp pháo 38 cm (15 in) được bảo vệ bởi vỏ giáp mặt trước dày 360 mm (14,2 in) và các mặt hông dày 220 mm (8,7 in).

## Lịch sử hoạt động

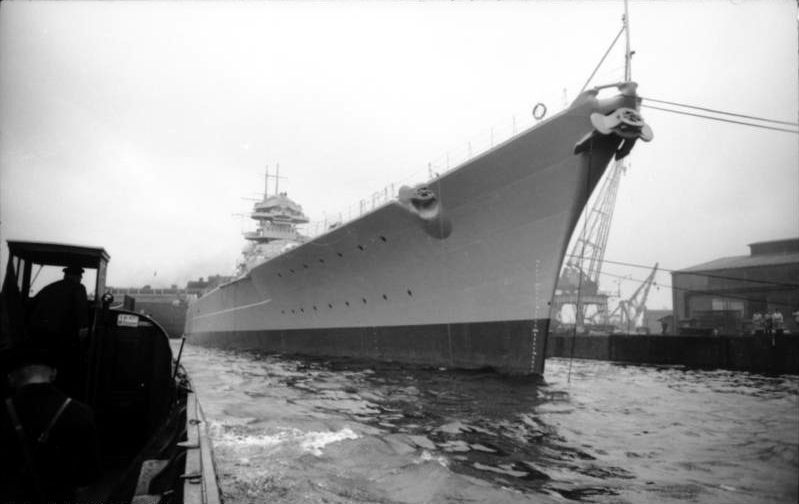
Bismarck đang neo đậu trong cảng Hamburg

Vào ngày 15 tháng 9 năm 1940, ba tuần sau khi được đưa vào hoạt động, Bismarck rời cảng Hamburg để bắt đầu chạy thử máy trong vịnh Kiel. Tàu quét mìn Sperrbrecher 13 đã hộ tống nó đến Arcona vào ngày 28 tháng 9, rồi tiếp tục đi đến Gotenhafen cho các đợt chạy thử máy trong vịnh Danzig. Hệ thống động lực của Bismarck tỏ ra hoạt động thông suốt và nó chạy thử máy hết tốc độ thành công. Tuy nhiên, trong khi tìm cách bẻ lái con tàu thuần túy chỉ bằng cách thay đổi vòng quay chân vịt, thủy thủ đoàn nhận ra rằng Bismarck chỉ duy trì được hướng đi một cách rất khó khăn. Ngay cả khi các chân vịt phía ngoài chạy hết tốc độ theo hướng ngược nhau, chúng chỉ tạo được một khả năng xoay nhỏ. Các khẩu pháo chính của Bismarck được bắn thử lần đầu tiên vào cuối tháng 11. Kết quả chứng tỏ nó là một bệ pháo rất vững chắc. Công việc chạy thử máy kéo dài cho đến tận tháng 12; Bismarck quay trở về Hamburg, đến nơi vào ngày 9 tháng 12 cho các sửa chữa nhỏ và hoàn tất quá trình trang bị.
Con tàu được dự định quay trở về Kiel vào ngày 24 tháng 1 năm 1941, nhưng một tàu buôn bị chìm trong kênh đào Kiel đã chắn ngang việc sử dụng tuyến đường thủy này. Thời tiết xấu đã ngăn trở các nỗ lực trục vớt xác tàu đắm, nên Bismarck chỉ có thể đến được Kiel vào tháng 3. Việc trì hoãn đã gây cho Lindemann sự thất vọng lớn, vốn đã nhận xét rằng "[Bismarck] bị trói chân tại Hamburg trong năm tuần lễ... một thời gian quý báu lẽ ra phải ở ngoài biển đã bị mất, và sự trì hoãn đáng kể trong việc đưa con tàu vào chiến cuộc đã không thể tránh khỏi." Trong khi chờ đợi để đi Kiel, Bismarck đã tiếp đón Đại tá Anders Forshell, tùy viên hải quân Thụy Điển tại Berlin. Ông đã quay trở về Thụy Điển với một bản mô tả chi tiết về con tàu, vốn sau đó bị rò rỉ sang Anh bởi những thành phần thân Anh Quốc trong Hải quân Thụy Điển. Những thông tin này cung cấp cho Hải quân Hoàng gia Anh những mô tả đầy đủ đầu tiên về chiếc tàu chiến mới, cho dù vẫn còn thiếu sót những chi tiết quan trọng bao gồm tốc độ, bán kính hoạt động và trọng lượng choán nước.

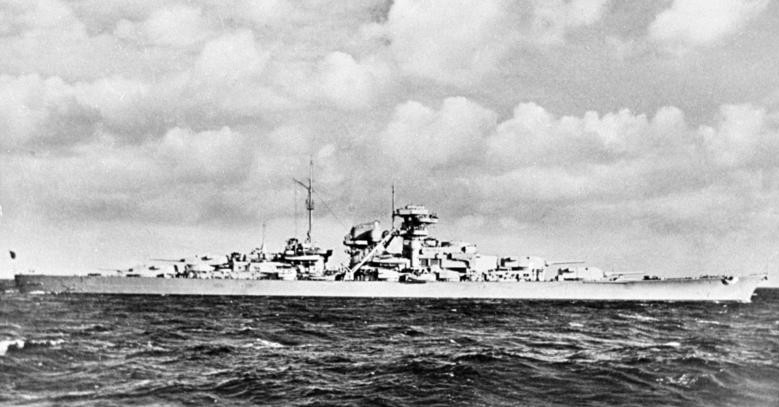
Bismarck đang chạy thử máy, với các máy đo tầm xa lúc này còn chưa được trang bị

Vào ngày 6 tháng 3, Bismarck được lệnh đi đến Kiel. Trên đường đi, chiếc tàu chiến được nhiều máy bay tiêm kích Messerschmitt Bf 109 cùng một cặp tàu buôn tuần dương vũ trang và một tàu phá băng hộ tống. Lúc 08 giờ 45 phút ngày 8 tháng 3, Bismarck bị mắc cạn trong một chốc bên bờ Nam của kênh đào Kiel, nhưng nó thoát ra được trong vòng một giờ. Con tàu đi đến Kiel vào ngày hôm sau, nơi thủy thủ đoàn cho chất đạn dược, nhiên liệu và các hàng tiếp liệu khác, cũng như phủ thêm một lớp sơn ngụy trang bên ngoài con tàu. Máy bay ném bom Anh đã tấn công cảng không thành công vào ngày 12 tháng 3. Đến ngày 17 tháng 3, thiết giáp hạm cũ SMS Schlesien, giờ đây được sử dụng như một tàu phá băng, hộ tống Bismarck đi qua lớp băng đến Gotenhafen, nơi nó tiếp tục việc huấn luyện sẵn sàng tác chiến.
Bộ Tổng tư lệnh Hải quân Đức (OKM: Oberkommando der Marine), dưới quyền chỉ huy của Đô đốc Erich Raeder, dự định tiếp tục sử dụng các tàu chiến hạng nặng như những tàu đánh phá mặt biển (cướp tàu buôn) nhắm vào các tuyến đường vận chuyển tiếp liệu của Đồng Minh tại Đại Tây Dương. Vào lúc đó, hai thiết giáp hạm lớp Scharnhorst đặt căn cứ tại Brest, Pháp vừa mới hoàn tất Chiến dịch Berlin, một cuộc đột kích lớn vào Đại Tây Dương. Tàu chị em với Bismarck là Tirpitz đang được nhanh chóng cho hoàn tất. Bismarck và Tirpitz sẽ xuất phát từ biển Baltic để gặp gỡ hai thiết giáp hạm lớp Scharnhorst tại Đại Tây Dương; chiến dịch thoạt tiên được dự trù vào khoảng ngày 25 tháng 4 năm 1941, khi một tuần trăng mới sẽ làm cho các điều kiện thuận lợi hơn.
Công việc hoàn tất chiếc Tirpitz kéo dài hơn so với dự định, và nó chỉ được đưa ra hoạt động vào ngày 25 tháng 2; con tàu không thể sẵn sàng chiến đấu cho đến cuối năm. Tình hình càng trở nên phức tạp hơn khi thiết giáp hạm Gneisenau trúng phải ngư lôi tại Brest và bị hư hại thêm do ném bom đang khi trong ụ tàu. Thiết giáp hạm Scharnhorst cần được đại tu nồi hơi sau chiến dịch Berlin; công nhân trong quá trình đại tu đã phát hiện các nồi hơi ở trong tình trạng hư hại nặng hơn so với dự kiến. Vì vậy nó không thể sẵn sàng cho kế hoạch xuất kích. Các cuộc tấn công của máy bay ném bom Anh xuống các kho dự trữ tại Kiel đã làm trì hoãn việc sửa chữa các tàu tuần dương hạng nặng Admiral Scheer và Admiral Hipper. Hai chiếc này không thể sẵn sàng hoạt động cho đến tận tháng 7 hoặc tháng 8. Đô đốc Günther Lütjens, sĩ quan được chọn chỉ huy chiến dịch, mong muốn được trì hoãn kế hoạch cho đến khi có ít nhất Scharnhorst hoặc Tirpitz sẵn sàng, nhưng OKM quyết định tiếp tục tiến hành kế hoạch, mang mật danh Chiến dịch Rheinübung (Thực tập Rhine) với một lực lượng chỉ bao gồm Bismarck và tàu tuần dương hạng nặng Prinz Eugen.

### Chiến dịch Rheinübung

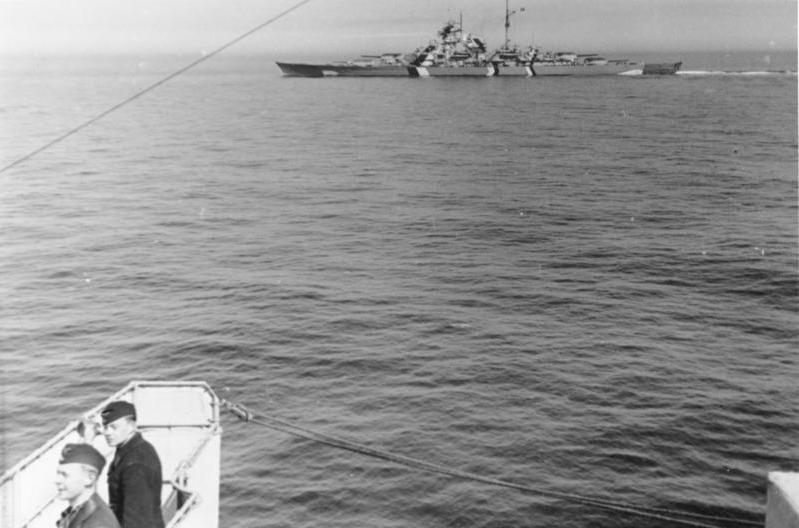
Bismarck, ảnh chụp từ Prinz Eugen, trong biển Baltic vào lúc bắt đầu Chiến dịch Rheinübung

Vào ngày 5 tháng 5, Adolf Hitler và Thống chế Wilhelm Keitel cùng một đoàn tùy tùng đông đảo đã đến thị sát Bismarck và Tirpitz tại Gotenhafen. Họ thăm viếng nhiều nơi trên các con tàu, và sau đó Hitler gặp Lütjens để thảo luận về nhiệm vụ sắp đến. Đến ngày 16 tháng 5, Lütjens báo cáo Bismarck và Prinz Eugen đã hoàn toàn sẵn sàng cho Chiến dịch Rheinübung; do đó ông nhận được lệnh thực hiện nhiệm vụ vào chiều tối ngày 19 tháng 5. Như một phần của kế hoạch chiến dịch, một nhóm 18 tàu tiếp liệu sẽ được bố trí để hỗ trợ cho Bismarck và Prinz Eugen; ngoài ra bốn tàu ngầm U-boat cũng được rải ra dọc theo các tuyến đường hàng hải thương mại giữa Halifax và Anh để trinh sát cho các tàu cướp tàu buôn.
Vào lúc bắt đầu chiến dịch, thành phần thủy thủ đoàn của Bismarck tăng lên đến 2.221 sĩ quan và thủy thủ. Số này bao gồm ban tham mưu của đô đốc lên đến gần 65 người và thủy thủ đoàn để chiếm tàu đối phương gồm 80 thủy thủ. Lúc 02 giờ 00 ngày 19 tháng 5, Bismarck rời Gotenhafen hướng đến eo biển Đan Mạch. Prinz Eugen gia nhập với nó lúc 11 giờ 25 phút, sau khi đã khởi hành từ ngoài khơi mũi Arkona lúc 21 giờ 18 phút đêm hôm trước. Hai chiếc tàu chiến được hộ tống bởi ba tàu khu trục Hans Lody, Friedrich Eckoldt và Z23 cùng một chi hạm đội tàu quét mìn. Không quân Đức (Luftwaffe) đã bảo vệ trên không trong suốt hành trình đi ra khỏi vùng biển Đức. Vào khoảng giữa trưa ngày 20 tháng 5, Lindemann thông báo cho thủy thủ đoàn qua hệ thống phóng thanh về nhiệm vụ của con tàu. Cũng trong khoảng thời gian đó, một nhóm mười hay mười hai máy bay Thụy Điển bay trinh sát đã bắt gặp lực lượng Đức và đã báo cáo về thành phần và hướng di chuyển của lực lượng, cho dù phía Đức không nhìn thấy chúng.
Một giờ sau, hải đội Đức bắt gặp tàu tuần dương Thụy Điển Gotland. Nó dõi theo lực lượng Đức trong vòng hai giờ tại Kattegat. Gotland gửi một báo cáo cho bộ chỉ huy hải quân, cho biết: "Hai tàu lớn, ba tàu khu trục, năm tàu hộ tống và 10–12 máy bay băng ngang qua Marstrand, hướng 205°/20'." Bộ Tổng tư lệnh Hải quân Đức (OKM) không quan tâm đến mối đe dọa an ninh mà Gotland đem đến, nhưng cả Lütjens lẫn Lindemann đều tin rằng yếu tố bí mật của chiến dịch đã bị mất. Bản báo cáo cuối cùng đã đến được Đại tá Henry Denham, tùy viên hải quân Anh tại Thụy Điển, người đã chuyển tiếp tin tức này đến Bộ Hải quân Anh. Bộ phận tình báo tại Bletchley Park đã xác nhận khả năng một cuộc đánh phá Đại Tây Dương sắp xảy ra, vì họ đã giải mã được các báo cáo cho biết Bismarck và Prinz Eugen đã nhận lên tàu thủy thủ đoàn để chiếm tàu đối phương cũng như đã yêu cầu Bộ Tư lệnh cung cấp những hải đồ bổ sung. Một cặp máy bay Supermarine Spitfire được lệnh truy tìm hải đội đối phương tại khu vực bờ biển Na Uy.
Máy bay trinh sát Đức xác định có một tàu sân bay, ba thiết giáp hạm và bốn tàu tuần dương tiếp tục thả neo tại căn cứ hải quân chủ lực của Anh tại Scapa Flow, xác nhận với Lütjens rằng Hải quân Anh cho đến lúc đó vẫn chưa biết về hoạt động của ông. Đến chiều tối ngày 20 tháng 5, Bismarck cùng phần còn lại của hải đội đi đến bờ biển Na Uy, nơi các tàu quét mìn được tách ra trong khi hai chiếc tàu chiến cùng các tàu khu trục hộ tống tiếp tục hướng lên phía Bắc. Sáng hôm sau, sĩ quan trinh sát vô tuyến bên trên chiếc Prinz Eugen bắt được một bức điện ra lệnh cho các máy bay trinh sát Anh truy lùng hai thiết giáp hạm và ba tàu khu trục hướng lên phía Bắc ngoài khơi bờ biển Na Uy. Lúc 07 giờ 00 ngày 21 tháng 5, phía Đức nhìn thấy bốn máy bay không thể nhận diện được, nhưng chúng nhanh chóng biến mất. Không lâu sau 12 giờ 00, hải đội đi đến Bergen và thả neo tại Grimstadfjord. Trong khi lưu lại đây, thủy thủ của các con tàu sơn chồng lên trên lớp màu ngụy trang Baltic một lớp sơn xám tiêu chuẩn mà tàu chiến Đức thường sử dụng khi hoạt động tại Đại Tây Dương.

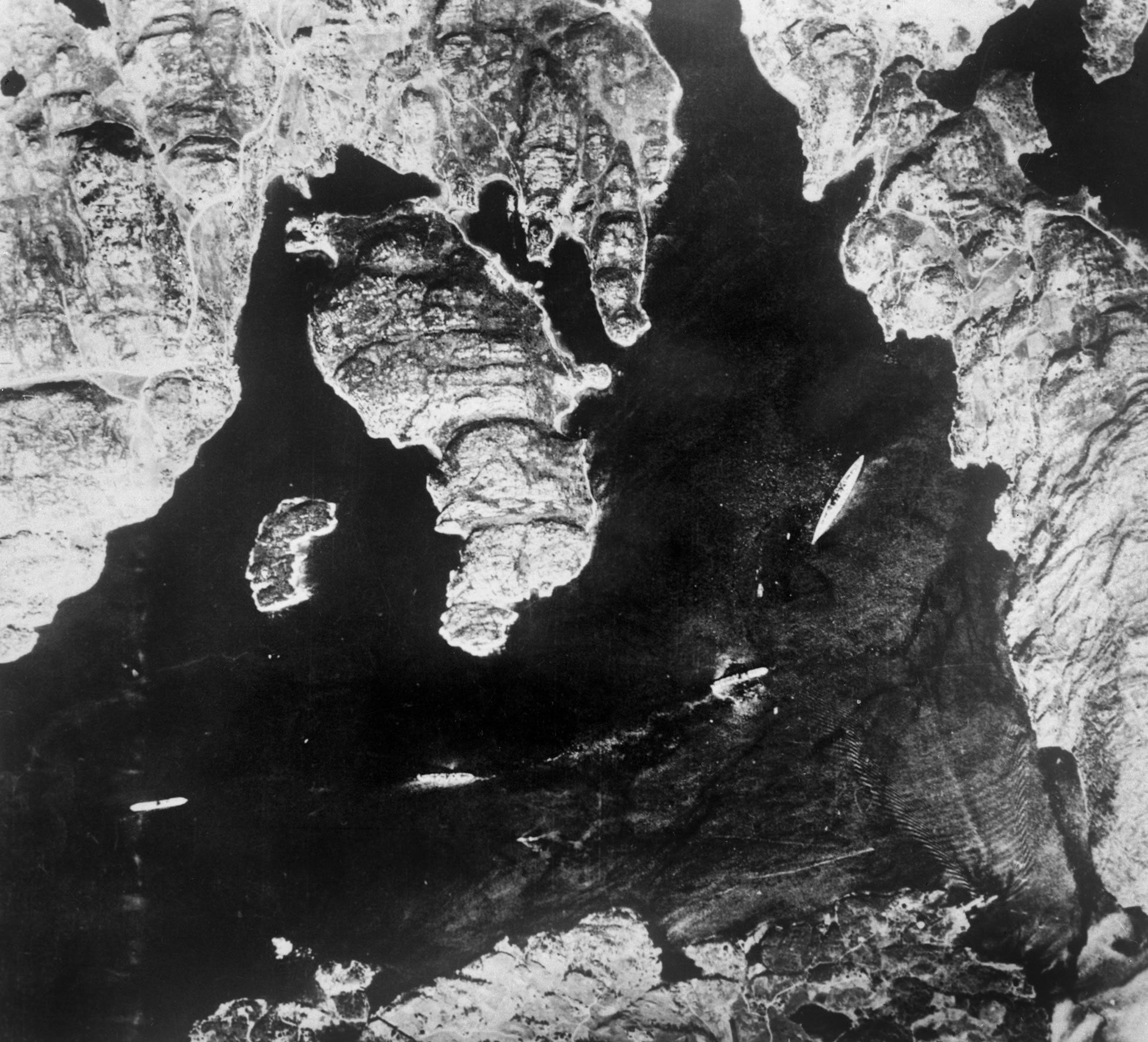
Ảnh trinh sát trên không do Trung úy Michael Suckling chụp được khi Bismarck thả neo tại Na Uy

Trong khi ở lại Na Uy, một cặp máy bay tiêm kích Bf 109 thường xuyên lượn vòng trên không để bảo vệ Bismarck khỏi các cuộc không kích. Dù vậy, Trung úy Không quân Hoàng gia Michael Suckling vẫn xoay xở để bay ngang hải đội Đức ở độ cao 8.000 m (26.000 ft) và chụp được nhiều hình ảnh về Bismarck cùng những chiếc tháp tùng. Khi nhận được tin tức, Đô đốc John Tovey ra lệnh cho tàu chiến-tuần dương Hood, thiết giáp hạm Prince of Wales vừa mới đưa vào hoạt động cùng sáu tàu khu trục lên đường tăng cường cho hai tàu tuần dương hạng nặng để tuần tra khu vực eo biển Đan Mạch. Phần còn lại của Hạm đội Nhà đặt trong tình trạng báo động cao tại Scapa Flow. Mười tám máy bay ném bom được phái đi để tấn công lực lượng Đức, nhưng thời tiết bên trên vũng biển Na Uy trở nên bất lợi và họ không tìm ra các tàu chiến Đức.
Bismarck đã không tiếp thêm nhiên liệu khi thả neo tại Na Uy, vì mệnh lệnh hành quân không yêu cầu nó làm như vậy. Nó rời cảng với tải trọng còn thấp hơn 200 t (200 tấn Anh) so với tải trọng tối đa, và đã tiêu phí hết 1.000 t (980 tấn Anh) nhiên liệu cho chặng đường đi từ Gotenhafen; trong khi đó Prinz Eugen được tiếp thêm 764 t (752 tấn Anh) nhiên liệu. Lúc 19 giờ 30 phút ngày 21 tháng 5, Bismarck, Prinz Eugen và ba tàu khu trục hộ tống rời Bergen. Đến nửa đêm, khi lực lượng đang ở ngoài biển khơi và hướng đến biển Bắc Cực, Raeder cuối cùng tiết lộ chiến dịch cho Hitler, người chỉ miễn cưỡng đồng ý với cuộc bắn phá này. Ba tàu khu trục hộ tống được cho tách ra lúc 04 giờ 14 phút ngày 22 tháng 5 trong khi lực lượng đang di chuyển ngoài khơi. Lúc khoảng 12 giờ 00, Lütjens ra lệnh cho hai chiếc tàu chiến dưới quyền đổi hướng nhắm đến eo biển Đan Mạch nhằm dự tính đột phá vào Đại Tây Dương.
Đến 04 giờ 00 ngày 23 tháng 5, Lütjens ra lệnh cho Bismarck và Prinz Eugen tăng tốc độ lên 27 kn (50 km/h; 31 mph) để đột phá qua eo biển Đan Mạch. Khi tiến đến lối vào eo biển, cả hai bật thiết bị dò tìm radar FuMO. Bismarck dẫn trước Prinz Eugen một khoảng cách 700 m (770 yd), sương mù làm giảm tầm nhìn xuống còn 3.000–4.000 m (3.300–4.400 yd). Phía Đức gặp phải một số băng lúc 10 giờ 00, buộc phải giảm tốc độ xuống còn 24 kn (44 km/h; 28 mph). Hai giờ sau, lực lượng đi đến một điểm phía Bắc Iceland; các con tàu buộc phải chạy zig-zag để tránh các mảng băng trôi. Đến 19 giờ 22 phút, máy dò âm dưới nước và radar trên các con tàu Đức phát hiện tàu tuần dương hạng nặng Suffolk ở khoảng cách độ 12.500 m (13.700 yd). Nhóm trinh sát vô tuyến bên trên Prinz Eugen đã bắt được và giải mã những tín hiệu vô tuyến do Suffolk gửi đi, biết được rằng vị trí của họ đã bị tiết lộ.
Lütjens cho phép Prinz Eugen đối đầu với Suffolk, tuy nhiên hạm trưởng chiếc tàu chiến Đức không thể nhìn rõ mục tiêu của mình và đã không nổ súng. Suffolk nhanh chóng rút lui ra một khoảng cách an toàn rồi dõi theo các con tàu Đức. Lúc 20 giờ 30 phút, tàu tuần dương hạng nặng Norfolk gia nhập lực lượng cùng với Suffolk nhưng lại tiến đến quá gần đối phương. Lütjens ra lệnh cho các con tàu của mình tấn công chiếc tàu tuần dương Anh; Bismarck bắn năm loạt đạn pháo, ba trong số đó đã vây quanh Norfolk rải một cơn mưa mảnh đạn lên sàn tàu. Chiếc tàu tuần dương thả một làn khói và tháo chạy vào trong làn sương mù, kết thúc cuộc đụng độ ngắn ngủi. Tuy nhiên, lực giật lùi khi bắn các khẩu pháo 38 cm của Bismarck đã gây hư hỏng các bộ radar FuMO 23 của nó; điều này đã buộc Lütjens ra lệnh cho Prinz Eugen chiếm lấy vị trí dẫn đầu phía trước để nó có thể sử dụng bộ radar còn hoạt động trinh sát cho cả đội hình.
Lúc khoảng 22 giờ 00, Lütjens ra lệnh cho Bismarck quay mũi 180 độ trong một nỗ lực gây bất ngờ cho các con tàu Anh đang theo đuôi. Mặc dù Bismarck bị che khuất bởi mắt thường trong một cơn mưa giông, radar của Suffolk nhanh chóng phát hiện sự cơ động, cho phép chiếc tàu tuần dương lẩn tránh. Các tàu tuần dương Anh tiếp tục trực chiến suốt đêm đó, liên tục báo cáo vị trí và hướng đi của lực lượng Đức. Tình trạng thời tiết tốt lên vào sáng ngày 24 tháng 5, cho một bầu trời quang đãng. Lúc 05 giờ 07 phút sáng hôm đó, máy dò âm dưới nước của Prinz Eugen phát hiện hai tàu không nhận diện được tiếp cận đội hình Đức ở khoảng cách 20 nmi (37 km; 23 mi), báo cáo: "Tiếng động của hai tàu chạy turbine di chuyển nhanh ở hướng 280 độ!"

### Trận chiến eo biển Đan Mạch
Lúc 05 giờ 45 phút, các trinh sát viên Đức nhìn thấy khói trên đường chân trời; đó chính là các chiếc Hood và Prince of Wales dưới quyền chỉ huy của Phó đô đốc Lancelot Holland. Lütjens ra lệnh báo động cho thủy thủ đoàn của các con tàu. Đến 05 giờ 52 phút, khoảng cách giữa hai bên rút xuống còn 26.000 m (28.000 yd), và Hood bắt đầu nổ súng, được Prince of Wales tiếp nối một phút sau đó. Hood nhắm vào Prinz Eugen, mà phía Anh nghĩ nó là Bismarck, trong khi Prince of Wales chỉ nhắm vào Bismarck. Adalbert Schneider, sĩ quan tác xạ thứ nhất bên trên chiếc Bismarck, hai lần yêu cầu được phép nổ súng, nhưng Lütjens do dự. Lindemann can thiệp, lẩm bẩm: "Tôi không thể để tàu của tôi bị bắn từ dưới mông tôi." Ông yêu cầu có được phép nổ súng của Lütjens, vốn vẫn ngần ngại, và cuối cùng lúc 05 giờ 55 phút ra lệnh cho các tàu dưới quyền đánh trả.

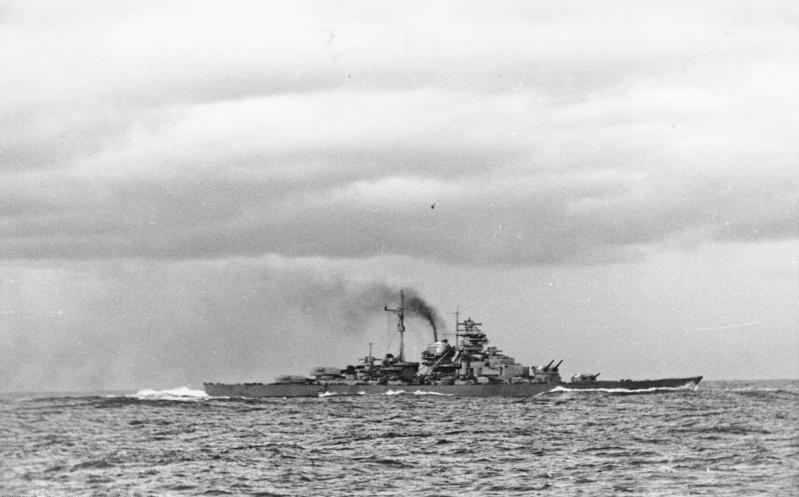
Bismarck góc nhìn từ Prinz Eugen sau Trận chiến eo biển Đan Mạch

Các con tàu Anh hướng mũi thẳng vào lực lượng Đức, vì vậy chỉ có thể sử dụng các khẩu pháo phía trước, trong khi Bismarck và Prinz Eugen có thể bắn toàn bộ pháo qua mạn. Nhiều phút sau khi bắt đầu khai hỏa, Holland ra lệnh bẻ lái 20° sang mạn trái, cho phép các con tàu của mình chiến đấu với các tháp pháo phía đuôi. Cả hai con tàu Đức tập trung hỏa lực nhắm vào Hood; khoảng một phút sau khi bắt đầu bắn trả, Prinz Eugen ghi được một phát trúng đích đầu tiên với một quả đạn pháo nổ mạnh 20,3 cm (8,0 in), làm kích nổ đạn rocket UP và gây một đám cháy, nhưng được dập tắt nhanh chóng. Sau khi bắn ba loạt đạn pháo bốn khẩu, Schneider bắt được tầm mục tiêu của Hood, lập tức ra lệnh cho toàn bộ dàn pháo chính 38 cm của Bismarck bắn nhanh hàng loạt. Ông cũng ra lệnh cho dàn pháo hạng hai đối đầu với Prince of Wales. Holland sau đó ra lệnh bẻ lái 20° lần thứ hai sang mạn trái, đưa các con tàu của mình chạy song song với Bismarck và Prinz Eugen. Cùng lúc, Lütjens ra lệnh cho Prinz Eugen chuyển hỏa lực nhắm vào Prince of Wales nhằm giữ cho cả hai đối thủ dưới làn hỏa lực. Trong vòng vài phút, Prinz Eugen ghi được hai phát trúng đích vào chiếc thiết giáp hạm Anh, gây ra một đám cháy nhỏ.
Sau đó Lütjens ra lệnh cho Prinz Eugen lui lại phía sau Bismarck để nó có thể tiếp tục theo dõi động thái của Norfolk và Suffolk, vốn đang ở khoảng cách 10–12 nmi (19–22 km) về phía Đông. Lúc 06 giờ 00, Hood hoàn tất việc bẻ lái 20° lần thứ hai khi loạt đạn pháo thứ năm của Bismarck bắn trúng nó. Hai quả đạn pháo đã bắn trượt phía trước, trúng vào mặt nước gần con tàu, nhưng ít nhất một quả đạn pháo xuyên thép 38 cm (15 in) đã trúng Hood và xuyên thủng vỏ giáp mỏng của nó. Quả đạn pháo xâm nhập cạnh hầm đạn phía sau, làm kích nổ 112 t (110 tấn Anh) thuốc phóng cordite. Vụ nổ dữ dội làm vỡ ra phần phía sau của con tàu giữa cột ăn-ten chính và ống khói phía sau; phần trước của con tàu tiếp tục di chuyển trong một lúc ngắn cho đến khi nước tràn vào khoang tàu khiến mũi tàu nâng lên một góc cao. Đuôi tàu cũng bị nhấc lên cao khi nước tràn vào khoang bị vỡ. Schneider hét lên: "Nó đang chìm!" qua hệ thống phóng thanh. Chỉ sau tám phút kể từ khi bắt đầu nổ súng, Hood biến mất dưới làn nước, mang theo nó hầu hết thủy thủ đoàn 1.419 người ngoại trừ ba người sống sót.

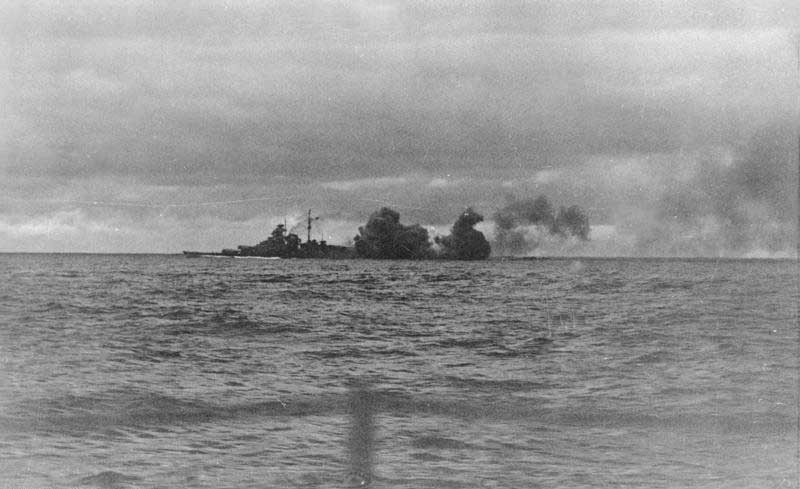
Bismarck đang bắn dàn pháo chính của nó trong trận đánh

Bismarck sau đó chuyển hỏa lực nhắm vào Prince of Wales. Chiếc thiết giáp hạm Anh ghi được một phát trúng đích trong loạt đạn pháo thứ sáu, nhưng con tàu Đức cũng bắn trúng đối thủ ngay loạt đạn đầu tiên. Một quả đạn pháo trúng ngay vào cầu tàu của Prince of Wales, cho dù nó không nổ mà thoát ra ở phía bên kia, làm thiệt mạng mọi người trong trung tâm chỉ huy, ngoại trừ chỉ huy con tàu, Đại tá John Leach và một người khác. Hai con tàu Đức tiếp tục nổ súng nhắm vào Prince of Wales, gây những hư hại nghiêm trọng. Trục trặc trong vận hành các khẩu pháo cũng xảy ra trên con tàu Anh vừa mới đưa vào hoạt động, vốn còn có các nhân viên dân sự trên tàu hoàn tất việc trang bị. Cho dù dàn pháo chính gặp trục trặc, Prince of Wales vẫn ghi được ba phát bắn trúng vào Bismarck trong cuộc đụng độ. Phát thứ nhất trúng phần trước con tàu bên trên mực nước, nhưng đủ thấp khiến nước tràn vào thân tàu. Quả đạn pháo thứ hai trúng bên dưới đai giáp và kích nổ khi tiếp xúc với vách ngăn chống ngư lôi, gây ra những hư hại nhẹ. Quả đạn pháo thứ ba xuyên qua một trong những chiếc xuồng mang theo rồi trúng vào máy phóng thủy phi cơ mà không phát nổ.
Lúc 06 giờ 13 phút, Leach ra lệnh rút lui; chỉ có hai trong số mười khẩu pháo 14 in (360 mm) của nó còn khả năng khai hỏa, và con tàu chịu đựng những hư hại đáng kể. Prince of Wales quay mũi 160° và thả một làn khói che khuất việc rút lui của nó. Phía Đức ngừng bắn và khoảng cách tăng dần. Cho dù Lindemann rất muốn tiếp tục truy đuổi Prince of Wales và tiêu diệt nó, nhưng Lütjens, vẫn muốn tuân thủ theo mệnh lệnh tránh mọi cuộc đụng độ có thể né tránh được với những lực lượng đối phương không phải là đoàn tàu vận tải, kiên quyết bác bỏ đề nghị này và ra lệnh cho Bismarck và Prinz Eugen hướng ra Bắc Đại Tây Dương. Trong cuộc đụng độ, 
Bismarck đã bắn tổng cộng 93 quả đạn pháo xuyên thép và bị trúng ba quả đáp trả. Cú bắn trúng trước mũi đã khiến bị ngập 1.000–2.000 t (1.000–2.000 t) nước, vốn làm nhiễm bẩn số nhiên liệu dự trữ tại đây. Lütjens từ chối không chịu giảm tốc độ để các đội kiểm soát hư hỏng sửa chữa lỗ hổng do đạn pháo, vốn càng mở rộng và khiến ngập nước nhiều hơn. Phát bắn trúng thứ hai gây ngập nước đôi chút và mảnh đạn pháo làm hư hại một ống dẫn hơi nước vào phòng máy phát điện turbine, tuy nhiên Bismarck có đủ nguồn phát điện dự trữ nên đây không phải là một vấn đề. Việc ngập nước do hai phát bắn trúng khiến con tàu nghiêng 9° sang mạn trái và 3° trước mũi.

### Cuộc săn đuổi
Sau cuộc đụng độ, Lütjens báo cáo: "Tàu chiến-tuần dương, có thể là Hood, bị đánh chìm. Một thiết giáp hạm khác, King George V hoặc Renown, bị hư hại và rút lui. Hai tàu tuần dương hạng nặng tiếp tục theo dõi." Đến 08 giờ 01 phút, ông gửi một báo cáo thiệt hại và những dự định của mình về OKM, vốn sẽ cho tách Prinz Eugen ra để tiếp tục đánh phá các tàu vận tải trong khi bản thân Bismarck sẽ quay về St Nazaire để sửa chữa. Không lâu sau 10 giờ 00, Leach ra lệnh cho Prinz Eugen lui ra phía sau Bismarck đánh giá sự rò rỉ dầu do cú đánh trúng mũi. Sau khi xác nhận "những dòng dầu lớn rỉ ra ở cả hai bên sóng của Bismarck", Prinz Eugen quay trở lại vị trí dẫn đầu. Khoảng một giờ sau đó, một thủy phi cơ Short Sunderland báo cáo về vệt dầu cho Suffolk và Norfolk, vốn còn có sự tham gia của Prince of Wales. Chuẩn đô đốc Frederic Wake-Walker, vị tư lệnh của hai chiếc tàu tuần dương, ra lệnh cho Prince of Wales theo phía sau hai con tàu của mình.
Hải quân Hoàng gia Anh huy động mọi tàu chiến trong khu vực vào việc săn đuổi Bismarck và Prinz Eugen. Hạm đội Nhà của Tovey lên đường để đánh chặn các tàu cướp tàu buôn Đức, nhưng đến sáng ngày 24 tháng 5 vẫn còn cách đến 350 nmi (650 km; 400 mi). Bộ Hải quân Anh ra lệnh cho các tàu tuần dương hạng nhẹ Manchester, Birmingham và Arethusa tuần tra tại eo biển Đan Mạch đề phòng trường hợp Lütjens quay ngược lại con đường cũ. Thiết giáp hạm Rodney, vốn đang hộ tống cho chiếc RMS Britannic và chuẩn bị cho một đợt tái trang bị tại xưởng hải quân Boston, được lệnh tham gia cùng Tovey. Hai thiết giáp hạm cũ lớp Revenge cũng được lệnh tham gia cuộc truy lùng: Revenge xuất phát từ Halifax, và Ramillies vốn đang hộ tống đoàn tàu vận tải HX 127. Tổng cộng có sáu thiết giáp hạm và tàu chiến-tuần dương, hai tàu sân bay, 13 tàu tuần dương và 21 tàu khu trục được tung vào cuộc săn đuổi. Vào khoảng 17 giờ 00, thủy thủ trên chiếc Prince of Wales phục hồi hoạt động được chín trong số mười khẩu pháo của nó, cho phép Wake-Walker bố trí nó lên đầu đội hình để tấn công Bismarck nếu có cơ hội.
Trong tình trạng thời tiết xấu đi, Lütjens dự tính cho Prinz Eugen tách ra lúc 16 giờ 40 phút. Cơn mưa rào đã không đủ lớn để che khuất việc rút lui của nó khỏi các tàu tuần dương của Wake-Walker, vốn đang tiếp tục nhận biết qua radar; vì vậy Prinz Eugen được tạm thời gọi quay trở lại. Chiếc tàu tuần dương Đức thành công trong việc tách ra lúc 18 giờ 14 phút, khi Bismarck quay mũi đối đầu trực diện với đội hình của Wake-Walker, buộc Suffolk phải lẩn tránh ở tốc độ cao. Prince of Wales đã nã 12 loạt đạn pháo nhắm vào Bismarck, và bị bắn trả 9 loạt đạn pháo, không có quả nào của cả hai bên trúng đích. Hoạt động này đã làm phân tán sự chú ý của phía Anh, cho phép Prinz Eugen lẩn đi. Sau khi Bismarck quay trở lại hướng đi cũ, các con tàu của Wake-Walker tiếp tục dõi theo phía sau bên mạn trái.
Cho dù Bismarck đã bị hư hại trong trận đụng độ trước đó và bị buộc phải giảm tốc độ, nó vẫn còn khả năng đạt đến 27–28 kn (50–52 km/h), ngang với tốc độ tối đa của thiết giáp hạm King George V mới nhất của Tovey. Trừ khi Bismarck phải đi chậm lại, phía Anh không thể nào ngăn cản nó đến được St Nazaire. Ngay trước 16 giờ 00 ngày 24 tháng 5, Tovey cho tách ra tàu sân bay Victorious cùng bốn tàu tuần dương hạng nhẹ thực hiện một hành trình vốn sẽ đưa chúng đến điểm có thể phóng lên các máy bay ném bom-ngư lôi. Lúc 22 giờ 00, Victorious tung ra cuộc không kích, bao gồm sáu máy bay tiêm kích Fairey Fulmar và chín máy bay máy bay ném ngư lôi Fairey Swordfish. Các phi công không có kinh nghiệm suýt nữa đã tấn công nhầm vào chiếc Norfolk, và sự lẫn lộn đã báo động cho các xạ thủ phòng không của Bismarck. Bismarck thậm chí còn sử dụng pháo chính và pháo hạng hai của nó ở góc hạ thấp tối đa để tạo nên những cột nước khổng lồ ngăn chặn con đường tiếp cận của những máy bay ném ngư lôi. Dù sao không có chiếc máy bay tấn công nào bị bắn rơi. Bismarck né tránh được tám trong số chín quả ngư lôi phóng ra nhắm vào nó; quả thứ chín trúng giữa tàu trên đai giáp chính chỉ gây ra những hư hại nhẹ, nhưng chấn động của vụ nổ đã ném một người va vào tường khiến anh thiệt mạng, cùng năm người khác bị thương.
Chấn động của vụ nổ do trúng ngư lôi gây hư hại nhẹ cho thiết bị điện, nhưng việc cơ động nhanh và thất thường để tránh các quả ngư lôi đã gây những hư hỏng nghiêm trọng hơn. Việc thay đổi đột ngột tốc độ và hướng đi đã làm bung ra các tấm đệm bịt lỗ hư hỏng, làm gia tăng sự ngập nước từ lỗ hổng do đạn pháo phía trước mũi, nên cuối cùng buộc phải bỏ phòng nồi hơi số 2 bên mạn trái. Việc mất hai nồi hơi của trục động cơ bên mạn trái, cộng với việc tổn thất nhiên liệu và những hư hỏng trước mũi tàu đã buộc phải giảm tốc độ xuống còn 16 kn (30 km/h; 18 mph). Sau khi các thợ lặn sửa chữa những tấm đệm trước mũi tàu, tốc độ tăng lên được 20 kn (37 km/h; 23 mph). Ban tham mưu con tàu đã xác định đây là tốc độ tiết kiệm nhất cho hành trình đi đến vùng Pháp chiếm đóng.
Không lâu sau khi những chiếc Swordfish rời khỏi hiện trường, Bismarck và Prince of Wales trao đổi một cuộc đấu pháo tay đôi ngắn; cả hai đều thất bại không ghi được phát bắn trúng nào. Các đội kiểm soát hư hỏng tiếp nối công việc sau trận giao chiến ngắn. Nước biển ngập vào phòng nồi hơi số 2 bên mạn trái đe dọa sẽ tràn vào hệ thống nạp nước cho máy phát turbine số 4, vốn sẽ khiến nước biển xâm nhập đến tận các turbine. Nước biển sẽ phá hủy các cánh turbine và làm tốc độ của con tàu giảm đi đáng kể. Tuy nhiên đến sáng ngày 25 tháng 5, mối nguy hiểm đã qua đi. Con tàu đi chậm lại còn nhằm cho phép thợ lặn bơm nhiên liệu từ các ngăn phía trước đến các thùng chứa phía sau; hai ống đã được nối thành công, và vài trăm tấn nhiên liệu đã được chuyển đi.
Khi cuộc truy đuổi diễn ra ngoài biển khơi, các con tàu của Wake-Walker buộc phải chạy zig-zag để tránh tàu ngầm U-boat của Đức có thể đang ở trong khu vực. Điều này buộc các con tàu phải đi 10 phút qua mạn trái rồi 10 phút qua mạn phải để giữ hướng đi chung ban đầu. Trong những phút sau cùng khi đi sang mạn trái, Bismarck ở ngoài tầm radar của Suffolk. Lúc 03 giờ 00 sáng ngày 25 tháng 5, Lütjens ra lệnh cho con tàu tăng lên tốc độ tối đa, vốn đạt đến 28 kn (52 km/h; 32 mph), rồi bẻ lái sang hướng Tây rồi hướng Bắc. Sự cơ động này trùng khớp với thời điểm con tàu của ông đang ở ngoài tầm radar đối phương; Bismarck tách khỏi sự theo dõi của đối thủ và quay lại phía sau những kẻ săn đuổi. Chỉ huy của Suffolk đoán rằng Bismarck đã thoát đi về phía Tây nên cũng tìm cách truy tìm bằng cách đi về hướng đó. Sau nữa giờ, ông báo cáo lên Wake-Walker, vốn sau đó ra lệnh phân tán ba con tàu dưới quyền lúc bình minh để truy tìm bằng mắt.
Cuộc truy tìm của Hải quân Hoàng gia trở nên hỗn độn, khi nhiều tàu chiến Anh bắt đầu thiếu nhiên liệu. Victorious và các chiếc tháp tùng được gửi sang phía Tây, các con tàu của Wake-Walker về hướng Tây và Nam, trong khi Tovey tiếp tục hướng đến khu vực giữa Đại Tây Dương. Lực lượng H, được xây dựng chung quanh tàu sân bay Ark Royal, đang từ Gibraltar di chuyển lên hướng Bắc, còn cách ít nhất một ngày nữa. Không nhận thức rằng mình đã tống khứ được Wake-Walker, Lütjens gửi một bức điện dài cho Bộ Tư lệnh hải quân Tây đặt căn cứ tại Paris. Những tín hiệu này bị phía Anh chặn được, giúp xác định ra tọa độ của Bismarck. Tuy nhiên, chúng lại được vạch trên bản đồ một cách sai lầm, vốn đã kìm chân lực lượng của Tovey trên hướng đi sai trong suốt bảy giờ. Vào lúc sai sót bị khám phá, Bismarck đã đi khỏi.

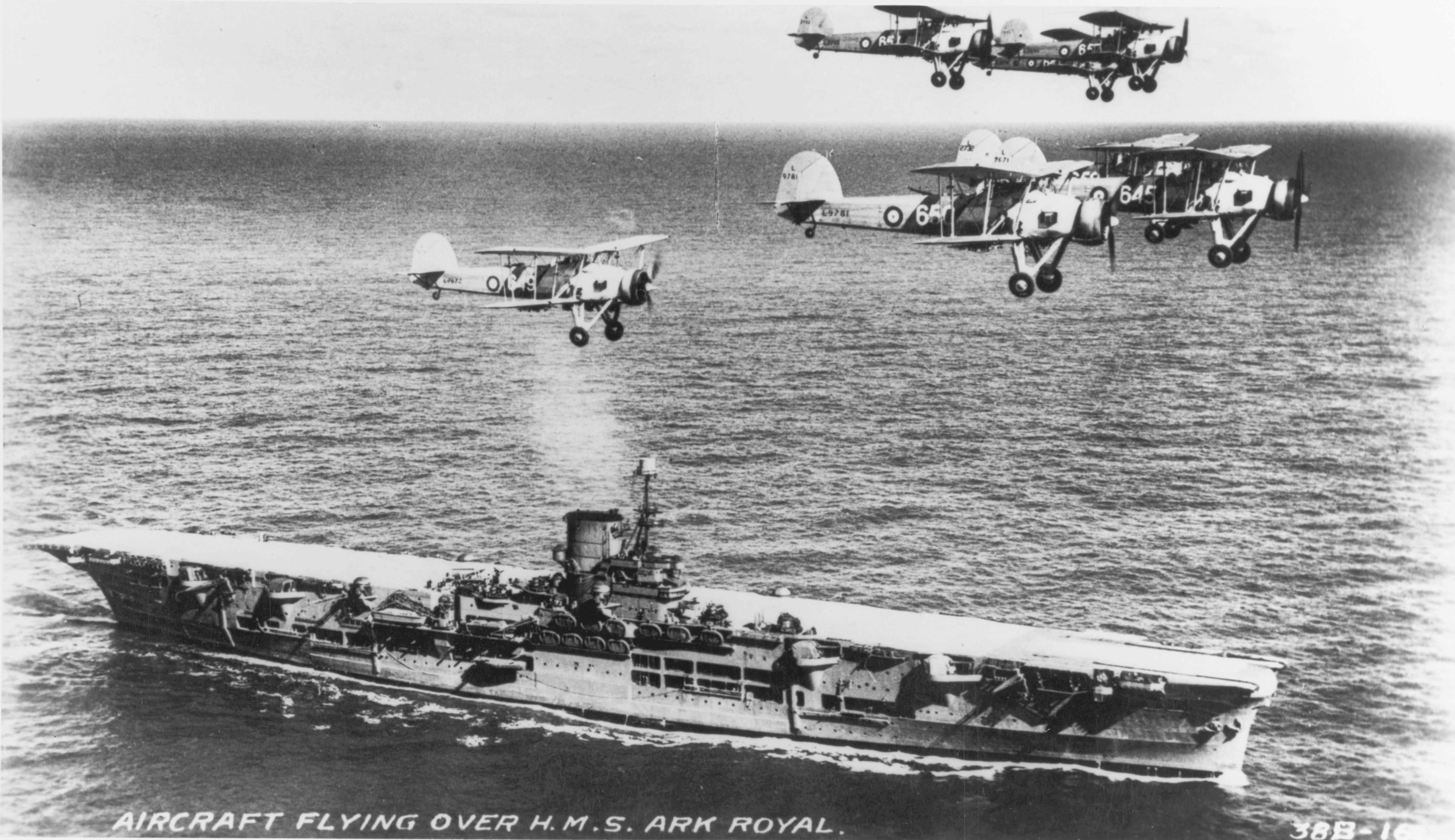
Tàu sân bay Ark Royal cùng một phi đội Swordfish đang bay bên trên

Tình báo Anh cũng giải mã được một số tin tức của Đức, bao gồm một bức điện ra lệnh cho Lütjens quay trở về Brest. Lực lượng Kháng chiến Pháp cung cấp cho Anh những xác nhận, khi các đơn vị Không quân Đức được bố trí đến Brest để hỗ trợ. Giờ đây Tovey có thể hướng lực lượng dưới quyền hội tụ về ngoài khơi nước Pháp tại những khu vực mà Bismarck có thể đi qua. Phi đội 209 trang bị máy bay PBY Catalina thuộc Bộ chỉ huy Không quân Duyên hải của Không quân Hoàng gia Anh đặt căn cứ tại Bắc Ireland cũng tham gia vào cuộc tìm kiếm, tầm soát các hướng mà Bismarck có thể hướng đến trong nỗ lực quay trở về vùng Pháp chiếm đóng. Lúc 10 giờ 30 phút ngày 26 tháng 5, một chiếc Catalina do Thiếu úy Hải quân Hoa Kỳ Leonard B. Smith điều khiển đã phát hiện ra nó ở khoảng 690 nmi (1.280 km; 790 mi) về phía Tây Bắc Brest. Với tốc độ hiện tại, nó có thể đủ gần để được đặt dưới sự bảo vệ của tàu ngầm U-boat và Không quân Đức trong vòng không đến một ngày. Không có lực lượng Anh nào đủ gần để ngăn chặn nó.
Khả năng duy nhất của Hải quân Hoàng gia Anh là tàu sân bay Ark Royal cùng Lực lượng H, đặt dưới quyền chỉ huy của Đô đốc James Somerville. Victorious, Prince of Wales, Suffolk và Repulse đã bị buộc phải từ bỏ cuộc truy đuổi do thiếu nhiên liệu; các tàu chiến hạng nặng khác còn lại ngoại trừ Lực lượng H là King George V và Rodney, nhưng chúng ở quá xa. Những chiếc Swordfish của Ark Royal đang truy tìm ở khu vực lân cận khi chiếc Catalina tìm thấy Bismarck. Nhiều máy bay ném ngư lôi cũng phát hiện ra chiếc thiết giáp hạm Đức, vốn đang ở cách Ark Royal khoảng 60 nmi (110 km; 69 mi). Somerville ra lệnh tấn công ngay khi những chiếc Swordfish quay trở về; ông cũng cho tách chiếc tàu tuần dương Sheffield ra theo dõi Bismarck, cho dù các phi công của Ark Royal đã không được thông báo về điều này. Kết quả là những chiếc Swordfish, mang theo ngư lôi được trang bị kíp nổ từ tính kiểu mới, đã vô tình tấn công nhầm vào Sheffield. Kíp nổ từ tính đã hoạt động không tốt, và Sheffield thoát được mà không bị hư hại.

Một chiếc Swordfish đang quay trở về Ark Royal sau khi tấn công bằng ngư lôi nhắm vào Bismarck

Sau khi quay trở lại Ark Royal, những chiếc Swordfish được tái vũ trang bằng ngư lôi với kíp nổ tiếp xúc thông thường. Đợt tấn công thứ hai bao gồm 15 máy bay thuộc Phi đội Không lực Hải quân 818 được tung ra lúc 19 giờ 10 phút. Đến 20 giờ 47 phút, họ bắt đầu xuyên qua mây để tấn công. Trong lúc những chiếc Swordfish tiếp cận mục tiêu, Bismarck khai hỏa dàn pháo chính nhắm vào Sheffield, vây phủ nó trong loạt đạn pháo thứ hai. Mảnh đạn pháo rơi tung khắp Sheffield, làm thiệt mạng ba người và bị thương nhiều người khác. Sheffield buộc phải nhanh chóng rút lui dưới sự che chở của một màn khói. Sau đó đến lượt những chiếc Swordfish tấn công; Bismarck phải cơ động né tránh trong khi hỏa lực phòng không tìm cách tiêu diệt những máy bay đang đến gần. Bismarck tránh được hầu hết các quả ngư lôi, nhưng hai quả đã trúng đích. Một quả trúng giữa tàu bên mạn trái, ngay bên dưới mép dưới của đai giáp chính; sức mạnh của vụ nổ hầu như bị hệ thống bảo vệ dưới nước và đai giáp giữ lại, nhưng cũng gây một số hư hại về cấu trúc và làm ngập nước nhẹ.
Quả ngư lôi thứ hai do Trung úy John Moffat phóng ra cũng trúng vào mạn trái Bismarck nhưng ở phía đuôi gần trục bánh lái mạn trái. Khớp nối trục bánh lái bị hư hại và bánh lái không thể vận hành, bị khóa ở góc bẻ sang mạn trái. Vụ nổ cũng gây những hư hại cho chấn động nghiêm trọng. Thủy thủ đoàn liên tục tìm cách lấy lại sự kiểm soát bẻ lái. Họ cuối cùng tìm cách sửa chữa được bánh lái bên mạn phải, nhưng bánh lái mạn trái tiếp tục bị kẹt cứng. Một đề nghị phá hủy bánh lái bên mạn trái bằng chất nổ bị Lütjens từ chối do nguy cơ gây hư hại cho chân vịt sẽ khiến cho chiếc thiết giáp hạm trở nên hoàn toàn vô dụng. Đến 21 giờ 15 phút, Lütjens buộc phải báo cáo rằng con tàu không còn điều khiển được nữa.

### Bị đánh chìm
Với bánh lái mạn trái không thể vận hành, Bismarck giờ đây di chuyển trên một vòng tròn rộng, không thể thoát khỏi lực lượng của Tovey. Mặc dù việc thiếu hụt nhiên liệu làm giảm số tàu chiến sẵn có của phía Anh, vẫn còn lại hai thiết giáp hạm King George V và Rodney cùng hai tàu tuần dương hạng nặng Dorsetshire và Norfolk. Lütjens đánh điện cho Bộ Tổng tư lệnh lúc 21 giờ 40 phút ngày: "Tàu không thể điều khiển. Chúng tôi sẽ chiến đấu đến quả đạn pháo cuối cùng. Quốc trưởng muôn năm." Tinh thần của thủy thủ đoàn ngày một suy sụp, nhất là khi các bức điện từ bộ chỉ huy đến được con tàu. Dự định để động viên tinh thần, bức điện chỉ nhấn mạnh đến hoàn cảnh tuyệt vọng mà thủy thủ đoàn phải chịu đựng. Trong bóng đêm, Bismarck đã bắn vào Sheffield trong một lúc ngắn, nhưng chiếc tàu tuần dương nhanh chóng lẩn đi, Sheffield không trông thấy đối thủ do tầm nhìn kém. Giờ đây nhiệm vụ tiếp tục theo dõi Bismarck được giao cho Đội tàu khu trục dưới quyền Đại tá Philip Vian, bao gồm năm tàu khu trục lớp Tribal: Cossack, Sikh, Maori và Zulu cùng chiếc tàu khu trục Ba Lan Piorun.
Các con tàu đã đụng độ với Bismarck lúc 22 giờ 38 phút, chiếc thiết giáp hạm nhanh chóng đối đầu với chúng bằng dàn pháo chính. Sau ba loạt đạn pháo, nó vây phủ chung quanh tàu khu trục Ba Lan Piorun, chiếc tàu khu trục tiếp tục rút ngắn khoảng cho đến khi một quả đạn pháo suýt trúng ở cự ly khoảng 12.000 m (39.000 ft) đã buộc nó phải quay mũi. Suốt đêm và cho đến rạng sáng, các tàu khu trục của Vian liên tục quấy phá Bismarck, chiếu sáng nó bằng đạn pháo sáng và bắn hàng tá ngư lôi, không có quả nào trúng đích. Từ 05 giờ 00 đến 06 giờ 00, thủy thủ của Bismarck tìm cách phóng lên một trong những thủy phi cơ Arado 196 của nó để mang đi nhật ký hải trình của con tàu cùng những thước phim quay lại cuộc đối đầu với Hood và những tài liệu quan trọng khác. Tuy nhiên, quả đạn pháo thứ ba bắn trúng từ Prince of Wales đã làm hỏng ống dẫn hơi nước đến máy phóng khiến nó không thể hoạt động. Không thể phóng đi, chiếc thủy phi cơ đã bị đẩy qua mạn để ném xuống biển sau khi đục thủng các phao nổi nhằm đảm bảo nó sẽ bị chìm.

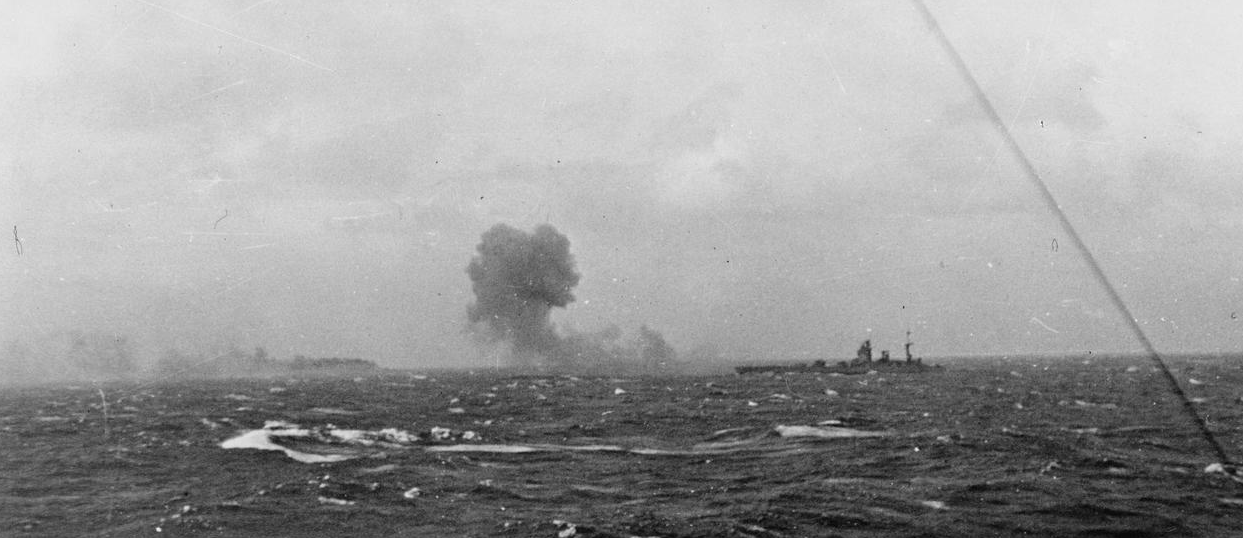
Rodney đang nã pháo nhắm vào Bismarck

Lúc bình minh ngày 27 tháng 5, King George V dẫn đầu cuộc tấn công, Rodney tiếp nối phía sau đuôi bên mạn trái. Tovey dự định hướng thẳng đến Bismarck cho đến khoảng cách 8 nmi (15 km; 9,2 mi), rồi sẽ quay mũi về phía Nam đưa các con tàu của ông song song với mục tiêu. Đến 08 giờ 43 phút, trinh sát viên trên chiếc King George V nhìn thấy đối phương ở khoảng cách 23.000 m (25.000 yd). Bốn phút sau, hai tháp pháo phía trước của Rodney với tổng cộng sáu khẩu pháo 16 in (406 mm) bắt đầu khai hỏa, tiếp nối bởi các khẩu pháo 14 in (356 mm) của King George V. Bismarck bắn trả lúc 08 giờ 50 phút bằng các khẩu pháo trước mũi; với loạt đạn pháo thứ hai, nó vây phủ đạn pháo chung quanh Rodney.
Khi khoảng cách được rút ngắn, dàn pháo hạng hai của các con tàu tham gia trận chiến. Norfolk và Dorsetshire cũng tiếp cận và tham gia bằng các khẩu pháo 8 in (203 mm) của chúng. Lúc 09 giờ 02 phút, một quả đạn pháo 16 inch của Rodney đánh trúng Bismarck tại cấu trúc thượng tầng phía trước, giết chết hàng trăm người và làm hư hại nặng hai tháp pháo phía trước. Căn cứ theo những người sống sót, loạt đạn pháo này có thể đã giết chết cả Lindemann và Lütjens cùng toàn bộ ban tham mưu trên cầu tàu. Tháp pháo phía trước hầu như không còn hiệu quả hoạt động, cho dù nó còn xoay xở bắn được loạt pháo cuối cùng lúc 09 giờ 27 phút. Một trong những quả đạn pháo của Bismarck đã nổ cách mũi chiếc Rodney 20 ft (6,1 m), khiến cho ống phóng ngư lôi bên mạn phải không thể hoạt động, khoảng cách gần nhất mà Bismarck tiếp cận đối thủ trong trận này. Trạm điều khiển hỏa lực chính nhanh chóng bị tiêu diệt. Trung úy von Müllenheim tại trạm điều khiển phía đuôi nắm quyền chỉ huy các tháp pháo phía đuôi. Ông chỉ huy bắn được ba loạt đạn pháo trước khi một quả pháo phá hủy bộ điều khiển hỏa lực, làm hỏng mọi thiết bị. von Müllenheim ra lệnh cho các tháp pháo còn hoạt động bắn độc lập, nhưng đến 09 giờ 31 phút, tất cả bốn tháp pháo chính đều bị loại khỏi vòng chiến.

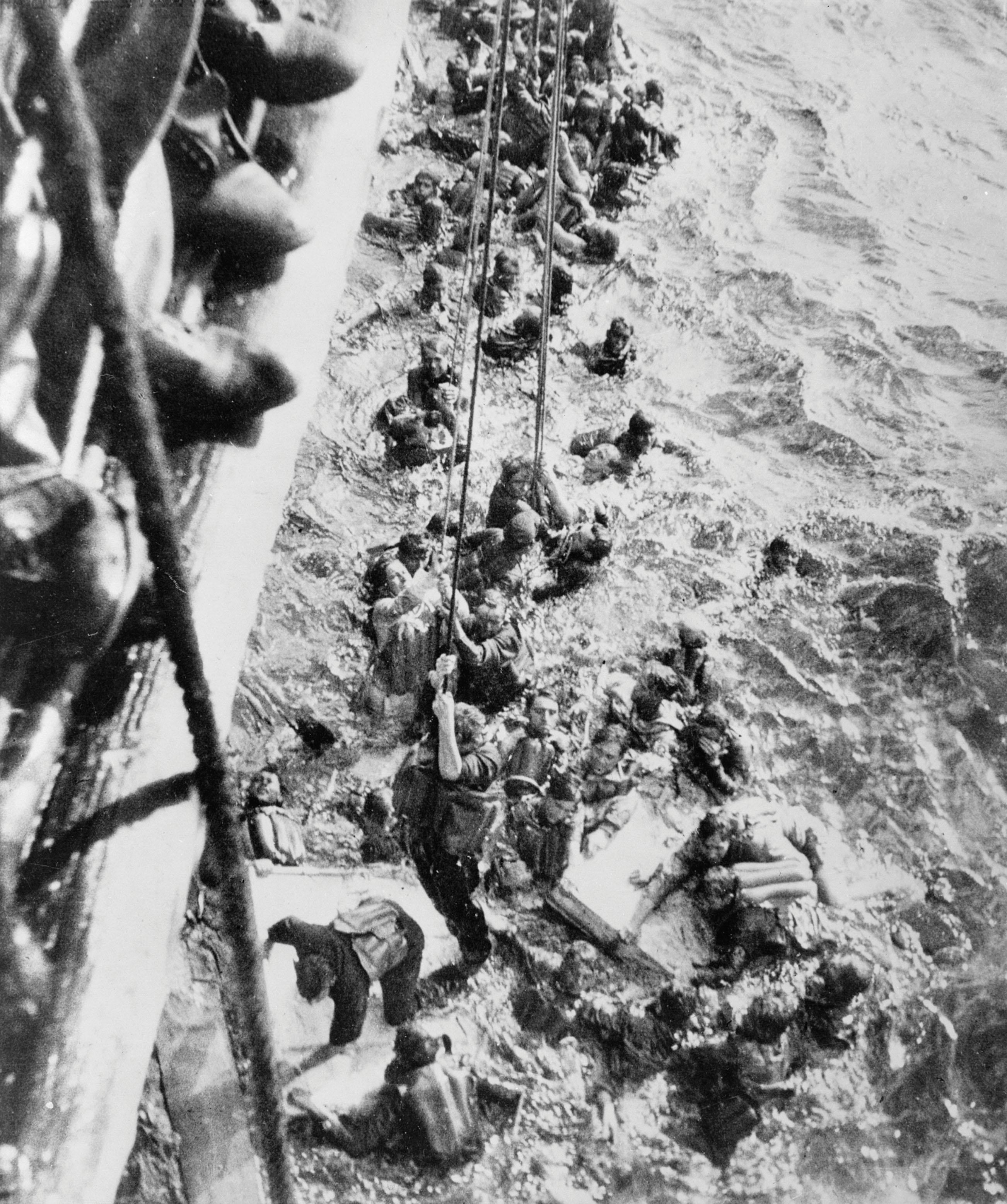
Những người còn sống sót của chiếc Bismarck đang được vớt lên chiếc HMS Dorsetshire ngày 27 tháng 5 năm 1941

Đến 10 giờ 00, hai thiết giáp hạm của Tovey đã bắn trên 700 quả đạn pháo hạng nặng, nhiều quả bắn ở cự ly rất gần. Bismarck trở thành một xác tàu, bốc cháy suốt từ mũi đến đuôi. Nó bị nghiêng sang mạn trái và chúi thấp về phía đuôi. Rodney tiến đến gần ở khoảng cách 2.700 m (3.000 yd), ngắm bắn trực xạ vào nó. Tovey không thể ngừng bắn cho đến khi phía Đức hạ cờ hiệu chiến đấu hoặc cho đến khi rõ ràng là đối phương đã bỏ tàu. Rodney bắn hai quả ngư lôi từ ống phóng bên mạn trái và cho rằng đã trúng đích một quả; một sự kiện mà theo lời tác giả Ludovic Kennedy: "nếu có thật, đây là lần duy nhất trong lịch sử một thiết giáp hạm phóng trúng ngư lôi vào một chiếc khác." Hạm phó của Bismarck Hans Oels ra lệnh cho thủy thủ các hầm tàu bên dưới bỏ tàu, cho nhân sự các phòng động cơ mở các ngăn kín nước và chuẩn bị các khối thuốc nổ đánh đắm tàu. Oels đã chạy suốt con tàu ra lệnh cho thủy thủ rời vị trí. Sau khi trở lên sàn tàu, một vụ nổ lớn đã giết chết ông cùng hàng trăm người khác.
Vào khoảng 10 giờ 20 phút, Tovey ra lệnh cho Dorsetshire tiếp cận và phóng ngư lôi vào con tàu Đức. Chiếc tàu tuần dương phóng hai quả ngư lôi vào mạn phải của Bismarck, trong đó một quả đã trúng đích, rồi nó vòng qua mạn trái phóng tiếp một quả khác cũng trúng đích. Khoảng 10 giờ 35 phút, độ nghiêng của Bismarck gia tăng đáng kể; nó lật úp và chìm với đuôi chìm trước, biến mất khỏi mặt biển lúc 10 giờ 40 phút. Hàng trăm người sống sót còn lại trên mặt nước; Dorsetshire và tàu khu trục Maori tiến đến gần và thả dây thừng để kéo những người sống sót lên tàu. Tuy nhiên, lúc 11 giờ 40 phút, hạm trưởng của Dorsetshire ra lệnh ngưng mọi nỗ lực cứu vớt sau khi trinh sát viên báo cáo nhìn thấy cái mà họ nghĩ là tàu ngầm U-boat. Dorsetshire đã vớt được 85 người còn Maori được 25 người vào lúc chúng rời khỏi hiện trường. Một tàu ngầm U-boat sau đó tìm kiếm những người còn lại và cứu được ba người, trong khi một tàu đánh cá Đức cứu được thêm hai người nữa. Một trong số thủy thủ Đức được phía Anh vớt chết vào ngày hôm sau do vết thương quá nặng. Trong tổng số thủy thủ đoàn hơn 2.200 người, chỉ có 114 người sống sót.
Bismarck được nêu lên ba lần trong Thông báo Chiến sự (Wehrmachtbericht) phát thanh trong và sau khi Chiến dịch Rheinübung diễn ra. Lần đầu tiên liên quan đến Trận chiến eo biển Đan Mạch; lần thứ hai là một thông báo ngắn về việc nó bị phá hủy, và lần thứ ba là một sự phóng đại rằng Bismarck đánh chìm một tàu khu trục và bắn rơi năm máy bay Anh vốn không xảy ra. Vào năm 1959, C. S. Forester xuất bản tiểu thuyết Last Nine Days of the Bismarck (Chín ngày cuối cùng của Bismarck). Chuyển sách được chuyển thể thành bộ phim Sink the Bismarck! (Đánh chìm Bismarck!), được phát hành một năm sau đó. Để làm tăng kịch tính, bộ phim trình bày việc Bismarck đánh chìm một tàu khu trục Anh và bắn rơi hai máy bay, những việc không thực sự xảy ra. Cùng năm đó, Johnny Horton công bố bài hát Sink the Bismarck.

## Xác tàu đắm

### Khám phá của Robert Ballard

Tranh vẽ của Ken Marshall mô tả thiết bị lặn Argo đang khảo sát xác tàu đắm

Xác tàu đắm của chiếc Bismarck được khám phá vào ngày 8 tháng 6 năm 1989 bởi Tiến sĩ Robert Ballard, nhà hải dương học vốn cũng đã tìm ra chiếc Titanic. Bismarck tìm thấy trong tư thế ngang bằng ở độ sâu khoảng 4.791 m (15.719 ft), cách 650 km (400 mi) về phía Tây Brest, Pháp. Bismarck đụng phải một núi lửa ngầm dưới nước, vốn nhô cao khoảng 1.000 m (3.300 ft) bên trên khoảng cao nguyên ngầm chung quanh, tạo ra một vụ lở đất ngầm dài 2 km (1,2 mi). Bismarck đã trượt dọc theo sườn núi, và dừng lại ở hai phần ba đoạn đường.
Khảo sát của Ballard cho thấy thành trì được hoàn toàn bọc thép của con tàu không bị xuyên thủng bên dưới mực nước. Tám lỗ hổng được tìm thấy trên lườn tàu, một bên mạn phải và bảy bên mạn trái, tất cả đều bên trên mực nước. Một trong những lỗ hổng ở phía trên sàn tàu, bên mạn phải trước mũi; góc và hình dạng của lỗ hổng cho thấy quả đạn pháo tạo ra nó được bắn từ phía mạn trái của Bismarck và trúng phải dây xích neo mạn phải; dây xích neo đã biến mất qua lỗ hổng này. Sáu lỗ hổng khác ở giữa tàu, ba mảnh đạn pháo đã xuyên thủng đai chống mảnh đạn bên trên, và một đã tạo ra lỗ hổng trên đai giáp chính. Quá về phía sau, một lỗ hổng khác được nhìn thấy trên sàn tàu song song với máy phóng. Vẫn chưa rõ liệu đây có phải là hậu quả của một vụ nổ hầm đạn bên trong do đạn pháo xâm nhập qua vỏ giáp của con tàu. Các thiết bị lặn không ghi nhận được quả đạn pháo nào xuyên thủng được đai giáp chính hay đai giáp hông có thể gây ra điều này; rất có thể quả đạn pháo chỉ xuyên qua vỏ giáp sàn tàu. Những vết lỏm lớn bên hông cho thấy nhiều quả đạn pháo 14 inch của King George V đã nảy bật ra khỏi đai giáp chính.
Ballard ghi chú rằng ông không tìm thấy chứng cứ là một vụ nổ từ bên trong đã xảy ra khi một lườn tàu chưa ngập nước hoàn toàn bị chìm. Nước chung quanh vốn có áp lực cao hơn rất nhiều so với không khí bên trong lườn tàu sẽ làm vỡ con tàu. Thay vào đó, Ballard chỉ ra rằng lườn tàu ở trong tình trạng tương đối tốt; ông phát biểu đơn giản rằng "Bismarck đã không nổ tung." Điều này gợi ý rằng các khoang của Bismarck chỉ bị ngập nước khi con tàu chìm, cũng cố cho giả thuyết tự đánh đắm. Ballard đã giữ bí mật vị trí chính xác của xác con tàu đắm, đề phòng những tay lặn ăn cắp hiện vật từ con tàu, một công việc mà ông xem là một dạng của đánh cắp mộ cổ.
Toàn bộ phần đuôi của con tàu đã bị tách ra; vì phần đuôi không ở gần phạm vi xác tàu chính và cho đến năm 2010 vẫn chưa được tìm thấy; có thể suy luận rằng việc này không xảy ra khi con tàu chạm đáy biển. Chỗ bị tách ra ở vào khoảng nơi ngư lôi đánh trúng, nảy sinh ra nghi vấn về việc hư hại cấu trúc. Phần đuôi con tàu cũng chịu đựng nhiều cú bắn trúng, làm nặng thêm những hư hại do trúng ngư lôi. Điều này kết hợp với việc con tàu chìm với đuôi chìm trước và không có cấu trúc chống đỡ để giữ tại chỗ, gợi ý rằng phần đuôi đã bị tách rời lúc còn trên mặt nước. Vào năm 1942 Prinz Eugen cũng bị trúng ngư lôi ở phía đuôi, vốn sau đó bị đổ sụp. Sự kiện này đã thúc đẩy việc gia cố cấu trúc đuôi tàu trên mọi tàu chiến chủ lực Đức.
Ballard ước lượng rằng Bismarck còn có thể tiếp tục nổi ít nhất một ngày khi các con tàu Anh ngừng bắn, và có thể bị Hải quân Anh chiếm, một quan điểm được sử gia Ludovic Kennedy (người phục vụ trên tàu khu trục Tartar vào lúc đó) đồng tình. Kennedy phát biểu: "Không ai nghi ngờ gì là cuối cùng nó sẽ chìm; nhưng việc tự đánh đắm đảm bảo rằng nó sẽ diễn ra nhanh hơn thay vì lâu hơn." Ballard nhận thấy lườn tàu có vẽ vững chãi, thêm rằng: "Chúng tôi tìm thấy một lườn tàu hình dáng nguyên vẹn và tương đối ít bị hư hại sau khi rơi xuống và chạm đáy biển." Họ kết luận rằng nguyên nhân trực tiếp khiến tàu chìm là do tự đánh đắm: phá hủy các van phòng động cơ, như được những người Đức sống sót khai báo.

### Các cuộc thám hiểm tiếp theo
Vào tháng 6 năm 2001, tổ chức Deep Ocean Expeditions phối hợp với Viện Hải dương học Woods Hole tiến hành một cuộc khảo sát xác tàu đắm khác; các nhà thám hiểm sử dụng tàu ngầm bỏ túi do Nga chế tạo. William N. Lange, một chuyên gia của Viện Woods Hole, cho biết: "Bạn nhìn thấy một số lượng lớn các lỗ thủng do đạn pháo bên trên cấu trúc thượng tầng và sàn tàu, nhưng không nhiều dọc theo hai bên hông, và không có vết nào bên dưới mực nước." Cuộc khảo sát không tìm thấy lỗ thủng nào đối với đai giáp kể cả bên trên lẫn bên dưới mực nước. Các nhà khảo sát ghi nhận nhiều vết cắt dài trên lườn tàu, nhưng cho rằng đó là do quá trình trượt trên đáy biển.
Một cuộc thám hiểm hỗn hợp Anh-Mỹ do một kênh truyền hình Anh Quốc tài trợ được thực hiện vào tháng 7 năm 2001. Nhóm thám hiểm căn cứ vào núi lửa, vốn duy nhất tại khu vực này, để tìm ra địa điểm đắm. Sử dụng thiết bị lặn dưới nước điều khiển từ xa (ROV: Remotely operated underwater vehicle) để quay phim xác tàu, nhóm thám hiểm kết luận con tàu bị đắm do hư hại trong chiến đấu. Người lãnh đạo cuộc thám hiểm David Mearns nhận xét những vết cắt đáng kể được tìm thấy trên lườn tàu: "Cảm giác của tôi là chúng có thể bị kéo dài do bị trượt, nhưng có nguồn gốc bởi những quả ngư lôi [đánh trúng]". Trong quyển sách Hood and Bismarck xuất bản sau đó, Mearns khẳng định việc tự đánh đắm "có thể thúc đẩy điều không thể đảo ngược, nhưng chỉ trong vòng vài phút."
Bộ phim tài liệu Expedition: Bismarck do James Cameron đạo diễn được quay vào tháng 5-tháng 6 năm 2002 đã sử dụng thiết bị lặn sâu tự hành MIR nhỏ hơn và nhanh nhẹn hơn. Ông tái hiện lại những sự kiện dẫn đến việc bị chìm. Đây là lần đầu tiên quay được những hình ảnh bên trong xác con tàu. Những khám phá của Cameron là không có đủ những hư hại bên dưới mực nước để kết luận con tàu đã bị đánh chìm hơn là tự đánh đắm. Góc nhìn gần của xác tàu đã xác nhận không có quả ngư lôi hay đạn pháo nào xâm nhập đến lớp thứ hai của lườn phía trong. Sử dụng những thiết bị ROV nhỏ để khảo sát bên trong, Cameron thấy những vụ nổ ngư lôi đã không phá hỏng được những vách ngăn chống ngư lôi.